# 歌学
歌学（かがく）は、和歌の本質・作法、古歌の解釈、故実、歴史など和歌に関する総てを研究する学問。通常、和歌の本質論は歌論と称し、それ以外の和歌に関する諸知識を求める学問を歌学と称する。

## 概要
歌学の起源は8世紀にさかのぼるが、当時は中国の詩論を模したものであった。日本最古の歌学書とされる藤原浜成の『歌経標式』は、中国の『文選』などの影響を強く受けている。
平安時代中期に成立した古今和歌集仮名序で日本的歌論が展開されるようになってから歌学は盛んとなり、歌論と並んで「万葉集」の研究も始まった。この時代の歌学の代表的な人物として藤原公任や源俊頼などがあげられる。
鎌倉時代前期から中期にかけて和歌の本質を論じた歌論書が数多く作られたが、中でも藤原俊成・定家の幽玄・有心の歌論は後世の歌学の基礎となった。鎌倉時代末期には歌学の家が成立し、京極家と二条家・冷泉家が対立したが、室町時代に入り、古今伝授などの風が生じ歌学の固定化・形式化が進んだ。この時代の歌論はその枠を超えて一つの芸術論、ひいては思想体系とも言うべきものになっており、他の芸能にも大きな影響を与えた。能の大成者世阿弥も能楽師に必要な学問は歌学のみという旨の言葉を残している。
江戸時代中期には、戸田茂睡・下河辺長流・契沖などにより中世歌学に対する批判が起こり、賀茂真淵・田安宗武などの万葉集を模範とするグループ、荷田在満・本居宣長などの新古今和歌集を模範とするグループ、小沢蘆庵・香川景樹などの古今和歌集を模範とするグループの三代潮流がうまれ、万葉集・古今和歌集・新古今和歌集の研究が盛んに行われ、これが明治時代初期まで続いた。
明治時代中期になると、正岡子規の写生主義がでて歌論を風靡したが、明治以降の歌学は、歌論よりも古歌・古歌集の研究に重点がおかれ、万葉集・古今和歌集の研究や和歌史・歌論史及び古歌集の書誌学的研究などが目覚しい発展を遂げた。

## 主な歌学書
- 歌経標式
- 古今和歌集仮名序
- 古来風体抄
- 新撰髄脳
- 和歌九品
- 俊頼髄脳
- 詠歌大概
- 近代秀歌
- 毎月抄
- 八雲御抄
- 無名抄
- 井蛙抄
- 梨本集
- 為兼卿和歌抄
- 袖中抄
- 袋草紙